# Tjärnflöjttjärnarna (Alanäs socken, Jämtland, 713043-148790)
Tjärnflöjttjärnarna är en sjö i Strömsunds kommun i Jämtland och ingår i Ångermanälvens huvudavrinningsområde.